# Yan Liang
Yan Liang (? - 30 mai 200) est l’un des plus puissants généraux de Yuan Shao. Selon le San Guo Yan Yi ou roman des Trois Royaumes de Luo Guanzhong, il est abattu durant la bataille de Guandu, par le général Guan Yu, alors au service de Cao Cao. Pour venger sa mort, son ami Wen Chou décide de tuer son assassin, mais cette décision le mène à sa propre perte.